# 1986 în film
- 1985 în cinematografie — 1986 în cinematografie — 1987 în cinematografie

## Premiere
Lansări de filme în SUA în 1986:

### Ianuarie - Martie
| Premiera        | Premiera | Titlu                                   | Studio                                                                                       | Distribuție | Gen                         | Tip           |
| --------------- | -------- | --------------------------------------- | -------------------------------------------------------------------------------------------- | --- | --------------------------- | ------------- |
| I A N U A R I E | 10       | Black Moon Rising                       | New World Pictures                                                                           | Harley Cokeliss (regizor); John Carpenter, William Gray, Desmond Nakano (scenariu); Tommy Lee Jones, Linda Hamilton, Robert Vaughn, Richard Jaeckel, Bubba Smith, Keenan Wynn, Lee Ving                                                                  | acțiune                     | film artistic |
| I A N U A R I E | 17       | The Adventures of the American Rabbit   | Atlantic Releasing Corporation / Clubhouse Pictures / Toei animație                          | Fred Wolf, Nobutaka Nishizawa (regizors); Norman Lenzer (scenariu); Barry Gordon, Laurie O'Brien, Bob Arbogast, Kenneth Mars, Pat Fraley, Russi Taylor, Bob Holt, Lorenzo Music, Hal Smith                                                               | Children, Superhero         | animație      |
| I A N U A R I E | 17       | The Clan of the Cave Bear               | Warner Bros. Pictures / Producers Sales Organization                                         | Michael Chapman (regizor); John Sayles (scenariu); Daryl Hannah, Pamela Reed, James Remar, Thomas G. Waites, Curtis Armstrong, John Doolittle, Martin Doyle, Tony Montanaro                                                                              | Fantasy                     | film artistic |
| I A N U A R I E | 17       | Heathcliff: The Movie                   | Atlantic Releasing Corporation / Clubhouse Pictures / DIC Entertainment / LBS Communications | Bruno Bianchi (regizor); Alan Swayze (scenariu); Mel Blanc, Donna Christie, Jeannie Elias, Marilyn Lightstone, Ted Zeigler, Stan Jones, Danny Mann, Peter Cullen, Danny Wells                                                                            | Children                    | animație      |
| I A N U A R I E | 17       | Hey There, It's Yogi Bear! (re-lansare) | Atlantic Releasing Corporation / Hanna-Barbera                                               | William Hanna, Joseph Barbera (regizors/scenariu); Warren Foster (scenariu); Daws Butler, Don Messick, Julie Bennett, Mel Blanc, J. Pat O'Malley, Hal Smith                                                                                              | comedie, muzical            | animație      |
| I A N U A R I E | 17       | Iron Eagle                              | TriStar Pictures                                                                             | Sidney J. Furie (regizor/scenariu); Kevin Elders (scenariu); Louis Gossett Jr., Jason Gedrick, David Suchet, Larry B. Scott, Caroline Lagerfelt, Tim Thomerson                                                                                           | acțiune                     | film artistic |
| I A N U A R I E | 17       | Troll                                   | Empire Pictures                                                                              | John Carl Buechler (regizor); Ed Naha (scenariu); Noah Hathaway, Michael Moriarty, Shelley Hack, Jenny Beck, Sonny Bono, Phil Fondacaro, Brad Hall, Anne Lockhart, Julia Louis-Dreyfus, Gary Sandy, June Lockhart                                        | Fantasy, comedie            | film artistic |
| I A N U A R I E | 24       | My Chauffeur                            | Crown International Pictures                                                                 | David Beaird (regizor/scenariu); Deborah Foreman, Sam J. Jones, Sean McClory, Howard Hesseman, E.G. Marshall, Penn Jillette, Teller | comedie, dramatic           | film artistic |
| I A N U A R I E | 31       | Down and Out in Beverly Hills           | Touchstone Pictures / Silver Screen Partners                                                 | Paul Mazursky (regizor/scenariu); Leon Capetanos (scenariu); Nick Nolte, Bette Midler, Richard Dreyfuss, Elizabeth Peña, Little Richard, Evan Richards, Tracy Nelson                                                                                     | comedie                     | film artistic |
| I A N U A R I E | 31       | Youngblood                              | Metro-Goldwyn-Mayer / United Artists                                                         | Peter Markle (regizor/scenariu); John Whitman (scenariu); Rob Lowe, Cynthia Gibb, Patrick Swayze, Ed Lauter, Eric Nesterenko, Keanu Reeves | dramatic , sportiv          | film artistic |
| F E B R U A R Y | 7        | F/X                                     | Orion Pictures                                                                               | Robert Mandel (regizor); Gregory Fleeman, Robert T. Megginson (scenariu); Bryan Brown, Brian Dennehy, Diane Venora, Cliff DeYoung, Mason Adams, Jerry Orbach, Joe Grifasi, Trey Wilson, Tom Noonan                                                       | acțiune, Thriller           | film artistic |
| F E B R U A R Y | 7        | Hannah and Her Sisters                  | Orion Pictures                                                                               | Woody Allen (regizor/scenariu); Woody Allen, Michael Caine, Mia Farrow, Carrie Fisher, Barbara Hershey, Lloyd Nolan, Maureen O'Sullivan, Daniel Stern, Max von Sydow, Dianne Wiest                                                                       | comedie, dramatic           | film artistic |
| F E B R U A R Y | 14       | The Delta Force                         | Cannon Films / Golan-Globus                                                                  | Menahem Golan (regizor/scenariu); James Bruner (scenariu); Chuck Norris, Lee Marvin, Martin Balsam, Joey Bishop, Kim Delaney, Robert Forster, Lainie Kazan, George Kennedy, Hanna Schygulla, Susan Strasberg, Bo Svenson, Robert Vaughn, Shelley Winters | acțiune, Thriller           | film artistic |
| F E B R U A R Y | 14       | Knights of the City                     | New World Pictures                                                                           | Dominic Orlando (regizor); Leon Isaac Kennedy (scenariu); Leon Isaac Kennedy, Nicholas Campbell, John Mengatti, Janine Turner, Stoney Jackson | acțiune, Adventure          | film artistic |
| F E B R U A R Y | 14       | Quicksilver                             | Columbia Pictures                                                                            | Thomas Michael Donnelly (regizor/scenariu); Kevin Bacon, Jami Gertz, Paul Rodriguez, Louie Anderson, Laurence Fishburne, Rudy Ramos, Gerald S. O'Loughlin                                                                                                | dramatic                    | film artistic |
| F E B R U A R Y | 14       | TerrorVision                            | Empire Pictures                                                                              | Ted Nicolaou (regizor/scenariu); Charles Band (scenariu); Diane Franklin, Gerrit Graham, Mary Woronov, Chad Allen, Jonathan Gries, Jennifer Richards, Alejandro Rey, Bert Remsen                                                                         | Horror, comedie             | film artistic |
| F E B R U A R Y | 14       | Wildcats                                | Warner Bros. Pictures                                                                        | Michael Ritchie (regizor); Ezra Sacks (scenariu); Goldie Hawn, James Keach, Swoosie Kurtz, Wesley Snipes, Woody Harrelson, Jan Hooks | comedie, sportiv            | film artistic |
| F E B R U A R Y | 19       | Parting Glances                         | Cinecom                                                                                      | Bill Sherwood (regizor/scenariu); Richard Ganoung, John Bolger, Steve Buscemi, Adam Nathan, Kathy Kinney, Patrick Tull | comedie, dramatic           | film artistic |
| F E B R U A R Y | 21       | 9½ Weeks                                | Metro-Goldwyn-Mayer / Producers Sales Organization                                           | Adrian Lyne (regizor); Sarah Kernochan, Zalman King, Patricia Louisanna Knop (scenariu); Kim Basinger, Mickey Rourke, Margaret Whitton, David Margulies, Christine Baranski, Karen Young                                                                 | Erotic, Romance, dramatic   | film artistic |
| F E B R U A R Y | 21       | The Hitcher                             | TriStar Pictures / HBO Films / Silver Screen Partners                                        | Robert Harmon (regizor); Eric Red (scenariu); Rutger Hauer, C. Thomas Howell, Jeffrey DeMunn, Jennifer Jason Leigh, John M. Jackson, Billy "Green" Bush, Jack Thibeau, Armin Shimerman                                                                   | Horror                      | film artistic |
| F E B R U A R Y | 28       | Pretty in Pink                          | Paramount Pictures                                                                           | Howard Deutch (regizor); John Hughes (scenariu); Molly Ringwald, Harry Dean Stanton, Jon Cryer, Annie Potts, James Spader, Andrew McCarthy, Kate Vernon, Kristy Swanson                                                                                  | Romantic Comedy, dramatic   | film artistic |
| F E B R U A R Y | 28       | Salvador                                | Hemdale Film Corporation                                                                     | Oliver Stone (regizor/scenariu); Richard Boyle (scenariu); James Woods, Jim Belushi, Michael Murphy, John Savage, Elpidia Carrillo, Cynthia Gibb, Tony Plana                                                                                             | War, dramatic               | film artistic |
| M A R C H       | 7        | Care Bears Movie II: A New Generation   | Columbia Pictures / Nelvana / LBS Communications / American Greetings                        | Dale Schott (regizor); Peter Sauder (scenariu); Maxine Miller, Pam Hyatt, Cree Summer, Hadley Kay, Alyson Court, Billie Mae Richards, Dan Hennessey, Bob Dermer, Chris Wiggins                                                                           | Children                    | animație      |
| M A R C H       | 7        | Highlander                              | 20th Century Fox / Cannon Films                                                              | Russell Mulcahy (regizor); Gregory Widen, Larry Ferguson, Peter Bellwood (scenariu); Christopher Lambert, Roxanne Hart, Clancy Brown, Sean Connery, Beatie Edney, Alan North, Jon Polito, Sheila Gish, Hugh Quarshie, Christopher Malcolm, Peter Diamond | acțiune, Adventure, Fantasy | film artistic |
| M A R C H       | 7        | Nomads                                  | Atlantic Releasing Corporation                                                               | John McTiernan (regizor/scenariu); Pierce Brosnan, Lesley-Anne Down, Anna-Marie Monticelli, Adam Ant, Mary Woronov, Frances Bay | Horror, Thriller            | film artistic |
| M A R C H       | 7        | Sleeping Beauty (re-issue)              | Walt Disney Pictures                                                                         | Clyde Geronimi (regizor); Erdman Penner (scenariu); Mary Costa, Bill Shirley, Eleanor Audley, Verna Felton, Barbara Luddy, Barbara Jo Allen, Taylor Holmes, Bill Thompson                                                                                | Fantasy, Family             | animație      |
| M A R C H       | 14       | Crossroads                              | Columbia Pictures                                                                            | Walter Hill (regizor); John Fusco (scenariu); Ralph Macchio, Joe Seneca, Jami Gertz, Joe Morton, Steve Vai, Dennis Lipscomb, Harry Carey Jr., John Hancock, Allan Arbus, Gretchen Palmer, Tim Russ                                                       | muzical, dramatic           | film artistic |
| M A R C H       | 14       | Gung Ho                                 | Paramount Pictures                                                                           | Ron Howard (regizor); Lowell Ganz, Babaloo Mandel (scenariu); Michael Keaton, Gedde Watanabe, George Wendt, John Turturro, Mimi Rogers, So Yamamura, Sab Shimono, Rick Overton, Clint Howard                                                             | comedie                     | film artistic |
| M A R C H       | 21       | GoBots: Battle of the Rock Lords        | Atlantic Releasing Corporation / Clubhouse Pictures / Hanna-Barbera / Tonka Corporation      | Ray Patterson (regizor); Jeff Segal (scenariu); Margot Kidder, Roddy McDowall, Telly Savalas, Michael Nouri, Lou Richards, Frank Welker, Arthur Burghardt, Bernard Erhard, Peter Cullen, Darryl Hickman, Dick Gautier                                    | Sci-Fi                      | animație      |
| M A R C H       | 21       | Just Between Friends                    | Orion Pictures / MTM Enterprises                                                             | Allan Burns (regizor/scenariu); Mary Tyler Moore, Christine Lahti, Sam Waterston, Ted Danson, Mark Blum, Salome Jens | dramatic                    | film artistic |
| M A R C H       | 21       | Police Academy 3: Back in Training      | Warner Bros. Pictures                                                                        | Jerry Paris (regizor); Gene Quintano (scenariu); Steve Guttenberg, Bubba Smith, David Graf, Michael Winslow, Marion Ramsey, Leslie Easterbrook, Art Metrano, Tim Kazurinsky, Bobcat Goldthwait, George Gaynes                                            | comedie                     | film artistic |
| M A R C H       | 21       | Rad                                     | TriStar Pictures                                                                             | Hal Needham (regizor); Geoffrey Edwards, Sam Bernard (scenariu); Bill Allen, Lori Loughlin, Talia Shire, Ray Walston, Jack Weston, Bart Conner, H.B. Haggerty                                                                                            | sportiv                     | film artistic |
| M A R C H       | 26       | The Money Pit                           | Universal Pictures / Amblin Entertainment                                                    | Richard Benjamin (regizor); David Giler (scenariu); Tom Hanks, Shelley Long, Alexander Godunov, Maureen Stapleton, Joe Mantegna, Philip Bosco, Frankie Faison                                                                                            | comedie                     | film artistic |
| M A R C H       | 28       | Lucas                                   | 20th Century Fox                                                                             | David Seltzer (regizor/scenariu); Corey Haim, Charlie Sheen, Kerri Green, Courtney Thorne-Smith, Winona Ryder, Jeremy Piven | Tragicomedy                 | film artistic |

### Aprilie – iunie
| Premiera  | Premiera | Titlu                                     | Studio                                                                          | Distribuție | Gen                         | Tip                      |
| --------- | -------- | ----------------------------------------- | ------------------------------------------------------------------------------- | --- | --------------------------- | ------------------------ |
| A P R I L | 1        | Miracles                                  | Orion Pictures                                                                  | Jim Kouf (regizor/scenariu); Tom Conti, Teri Garr, Paul Rodriguez, Christopher Lloyd, Adalberto Martínez, Jorge Russek, Charles Rocket                                                                                                   | comedie                     | film artistic            |
| A P R I L | 9        | Dr. Otto and the Riddle of the Gloom Beam | GoodTimes Entertainment                                                         | John R. Cherry III (regizor/scenariu); Jim Varney, Glenn Petach, Myke R. Mueller, Jackie Welch, Daniel Butler, Esther Huston | Sci-Fi, comedie             | film artistic            |
| A P R I L | 11       | Band of the Hand                          | TriStar Pictures                                                                | Paul Michael Glaser (regizor); Leo Garen, Jack Baran (scenariu); Stephen Lang, James Remar, Leon Robinson, Laurence Fishburne, Michael Carmine, John Cameron Mitchell, Danny Quinn, Lauren Holly                                         | acțiune, Crime              | film artistic            |
| A P R I L | 11       | Critters                                  | New Line Cinema                                                                 | Stephen Herek (regizor/scenariu); Domonic Muir (scenariu); Dee Wallace, M. Emmet Walsh, Billy "Green" Bush, Scott Grimes, Nadine van der Velde, Don Keith Opper, Billy Zane, Ethan Phillips                                              | Sci-Fi, comedie, Horror     | film artistic            |
| A P R I L | 11       | Off Beat                                  | Touchstone Pictures / Silver Screen Partners                                    | Michael Dinner (regizor); Mark Medoff (scenariu); Judge Reinhold, Meg Tilly, John Turturro, Cleavant Derricks, Jacques d'Amboise, Harvey Keitel, Joe Mantegna, Amy Wright, Anthony Zerbe                                                 | comedie                     | film artistic            |
| A P R I L | 11       | Violets Are Blue                          | Columbia Pictures                                                               | Jack Fisk (regizor); Naomi Foner Gyllenhaal (scenariu); Sissy Spacek, Kevin Kline, Bonnie Bedelia, John Kellogg, Augusta Dabney, Mike Starr                                                                                              | Romance, dramatic           | film artistic            |
| A P R I L | 18       | At Close Range                            | Orion Pictures                                                                  | James Foley (regizor); Nicholas Kazan (scenariu); Sean Penn, Christopher Walken, Mary Stuart Masterson, Crispin Glover, Tracey Walter, Christopher Penn, Millie Perkins, Eileen Ryan, Kiefer Sutherland                                  | Crime, dramatic             | film artistic            |
| A P R I L | 18       | Desert Bloom                              | Columbia Pictures / Carson Productions                                          | Eugene Corr (regizor/scenariu); Linda Remy (scenariu); Jon Voight, JoBeth Williams, Ellen Barkin, Allen Garfield, Annabeth Gish, Jay Underwood, Ann Risley                                                                               | dramatic                    | film artistic            |
| A P R I L | 18       | Murphy's Law                              | Cannon Films                                                                    | J. Lee Thompson (regizor); Gail Morgan Hickman (scenariu); Charles Bronson, Carrie Snodgress, Robert F. Lyons, Richard Romanus, Kathleen Wilhoite, Angel Tompkins                                                                        | Thriller                    | film artistic            |
| A P R I L | 25       | 8 Million Ways to Die                     | TriStar Pictures / Producers Sales Organization                                 | Hal Ashby (regizor); Oliver Stone, R. Lance Hill (scenariu); Jeff Bridges, Rosanna Arquette, Alexandra Paul, Andy García, Randy Brooks, Tom Lister Jr.                                                                                   | Crime                       | film artistic            |
| M A Y     | 2        | Blue City                                 | Paramount Pictures                                                              | Michelle Manning (regizor); Lukas Heller, Walter Hill (scenariu); Judd Nelson, Ally Sheedy, David Caruso, Paul Winfield, Scott Wilson, Anita Morris, Luis Contreras, Julie Carmen                                                        | dramatic                    | film artistic            |
| M A Y     | 2        | Saving Grace                              | Columbia Pictures / Embassy Pictures                                            | Robert M. Young (regizor); Richard Kramer, David S. Ward (scenariu); Tom Conti, Fernando Rey, Erland Josephson, Giancarlo Giannini, Donald Hewlett, Patricia Mauceri, Edward James Olmos                                                 | comedie, dramatic           | film artistic            |
| M A Y     | 9        | Dangerously Close                         | Cannon Films                                                                    | Albert Pyun (regizor); John Stockwell, Scott Fields, Marty Ross (scenariu); John Stockwell, Carey Lowell, Madison Mason, Bradford Bancroft, J. Eddie Peck                                                                                | acțiune, Thriller           | film artistic            |
| M A Y     | 9        | Fire with Fire                            | Paramount Pictures                                                              | Duncan Gibbins (regizor); Warren Skaaren, Ben Phillips, Paul Boorstin, Sharon Boorstin (scenariu); Virginia Madsen, Craig Sheffer, Kate Reid, Jon Polito, J.J. Cohen, Jean Smart, Tim Russ, Kari Wuhrer, D.B. Sweeney                    | Romance, dramatic           | film artistic            |
| M A Y     | 9        | Short Circuit                             | TriStar Pictures / Producers Sales Organization                                 | John Badham (regizor); S.S. Wilson, Brent Maddock (scenariu); Ally Sheedy, Steve Guttenberg, Fisher Stevens, Austin Pendleton, G.W. Bailey, Brian McNamara, Marvin J. McIntyre, Tim Blaney                                               | Sci-Fi, comedie             | film artistic            |
| M A Y     | 16       | Top Gun                                   | Paramount Pictures / Jerry Bruckheimer                                          | Tony Scott (regizor); Jim Cash, Jack Epps Jr. (scenariu); Tom Cruise, Kelly McGillis, Val Kilmer, Anthony Edwards, Tom Skerritt, Michael Ironside, John Stockwell, Barry Tubb, Rick Rossovich, Tim Robbins, James Tolkan, Meg Ryan       | acțiune, dramatic , Romance | film artistic            |
| M A Y     | 21       | Crawlspace                                | Empire Pictures                                                                 | David Schmoeller (regizor/scenariu); Klaus Kinski, Talia Balsam, Barbara Whinnery, Carole Francis, Tané McClure, Sally Brown, Jack Heller, David Abbott                                                                                  | Horror, Thriller            | film artistic            |
| M A Y     | 23       | Cobra                                     | Warner Bros. Pictures / Cannon Films                                            | George P. Cosmatos (regizor); Sylvester Stallone (scenariu); Sylvester Stallone, Brigitte Nielsen, Reni Santoni, Andrew Robinson, Brian Thompson, John Herzfeld, Lee Garlington                                                          | acțiune                     | film artistic            |
| M A Y     | 23       | Poltergeist II: The Other Side            | Metro-Goldwyn-Mayer                                                             | Brian Gibson (regizor); Michael Grais, Mark Victor (scenariu); JoBeth Williams, Craig T. Nelson, Heather O'Rourke, Oliver Robins, Julian Beck, Zelda Rubinstein, Will Sampson, Geraldine Fitzgerald                                      | Horror, comedie             | film artistic            |
| M A Y     | 30       | Jake Speed                                | New World Pictures                                                              | Andrew Lane (regizor/scenariu); Wayne Crawford (scenariu); Wayne Crawford, Dennis Christopher, Karen Kopins, John Hurt, Leon Ames, Roy London, Donna Pescow, Barry Primus                                                                | acțiune, comedie            | film artistic            |
| J U N E   | 6        | Invaders from Mars                        | Cannon Films                                                                    | Tobe Hooper (regizor); Dan O'Bannon, Don Jakoby (scenariu); Karen Black, Hunter Carson, Timothy Bottoms, Laraine Newman, James Karen, Bud Cort, Louise Fletcher                                                                          | Sci-Fi, Horror              | film artistic            |
| J U N E   | 6        | Raw Deal                                  | De Laurentiis Entertainment Group / Embassy Pictures                            | John Irvin (regizor); Gary DeVore, Norman Wexler (scenariu); Arnold Schwarzenegger, Kathryn Harrold, Darren McGavin, Sam Wanamaker, Paul Shenar, Steven Hill, Ed Lauter                                                                  | acțiune                     | film artistic            |
| J U N E   | 6        | SpaceCamp                                 | 20th Century Fox / ABC Motion Pictures                                          | Harry Winer (regizor); Clifford Green, Casey T. Mitchell (scenariu); Kate Capshaw, Lea Thompson, Kelly Preston, Larry B. Scott, Joaquin Phoenix, Tate Donovan, Tom Skerritt                                                              | Adventure                   | film artistic            |
| J U N E   | 11       | Ferris Bueller's Day Off                  | Paramount Pictures                                                              | John Hughes (regizor/scenariu); Matthew Broderick, Alan Ruck, Mia Sara, Jennifer Grey, Jeffrey Jones, Lyman Ward, Cindy Pickett, Edie McClurg, Ben Stein                                                                                 | comedie                     | film artistic            |
| J U N E   | 13       | Back to School                            | Orion Pictures                                                                  | Alan Metter (regizor); Steven Kampmann, Peter Torokvei, Harold Ramis, Will Porter (scenariu); Rodney Dangerfield, Sally Kellerman, Burt Young, Keith Gordon, Adrienne Barbeau, Robert Downey Jr., Sam Kinison, Ned Beatty                | comedie                     | film artistic            |
| J U N E   | 13       | The Manhattan Project                     | 20th Century Fox                                                                | Marshall Brickman (regizor/scenariu); Thomas Baum (scenariu); John Lithgow, Christopher Collet, Cynthia Nixon, John Mahoney, Jill Eikenberry, Robert Sean Leonard                                                                        | Thriller                    | film artistic            |
| J U N E   | 13       | Mona Lisa                                 | Island Pictures / HandMade Films                                                | Neil Jordan (regizor/scenariu); David Leland (scenariu); Bob Hoskins, Cathy Tyson, Robbie Coltrane, Michael Caine, Clarke Peters, Kate Hardie, Zoe Nathenson, Sammi Davis                                                                | Crime, dramatic             | film artistic            |
| J U N E   | 13       | Never Too Young to Die                    | Paul Entertainment                                                              | Gil Bettman (regizor/scenariu); Steven Paul, Anthony Foutz (scenariu); John Stamos, Vanity, Gene Simmons, George Lazenby, Robert Englund, John Anderson                                                                                  | acțiune, Adventure          | film artistic            |
| J U N E   | 18       | Legal Eagles                              | Universal Pictures                                                              | Ivan Reitman (regizor); Jim Cash, Jack Epps Jr. (scenariu); Robert Redford, Debra Winger, Daryl Hannah, Brian Dennehy, Terence Stamp, Steven Hill                                                                                        | comedie                     | film artistic            |
| J U N E   | 20       | The Karate Kid Part II                    | Columbia Pictures                                                               | John G. Avildsen (regizor); Robert Mark Kamen (scenariu); Ralph Macchio, Pat Morita, Nobu McCarthy, Tamlyn Tomita, Yuji Okumoto, Joey Miyashima, Marc Hayashi, Danny Kamekona, Tony O'Dell, Martin Kove, William Zabka                   | Martial Arts, dramatic      | film artistic            |
| J U N E   | 20       | My Little Pony: The Movie                 | De Laurentiis Entertainment Group / Hasbro / Sunbow Productions / Toei animație | Michael Joens (regizor); George Arthur Bloom (scenariu); Cloris Leachman, Danny DeVito, Rhea Perlman, Madeline Kahn, Tony Randall, Charlie Adler, Russi Taylor, Nancy Cartwright, Cathy Cavadini, Katie Leigh, Alice Playten, Jon Bauman | muzical, Fantasy, Children  | animație                 |
| J U N E   | 27       | American Anthem                           | Columbia Pictures / Lorimar Motion Pictures                                     | Albert Magnoli (regizor); Evan Archerd, Jeff Benjamin (scenariu); Mitch Gaylord, Janet Jones, Michael Pataki, Patrice Donnelly, R.J. Williams, John Aprea, Michelle Phillips                                                             | sportiv, dramatic           | film artistic            |
| J U N E   | 27       | Labyrinth                                 | TriStar Pictures / The Jim Henson Company / Lucasfilm                           | Jim Henson (regizor); Terry Jones (scenariu); David Bowie, Jennifer Connelly, Toby Froud, Brian Henson, Ron Mueck, David Shaughnessy, Timothy Bateson, Michael Hordern, Percy Edwards, Dave Goelz, Karen Prell, Steve Whitmire, Frank Oz | Adventure, Fantasy, muzical | film artistic / Puppetry |
| J U N E   | 27       | Running Scared                            | Metro-Goldwyn-Mayer                                                             | Peter Hyams (regizor); Gary DeVore, Jimmy Huston (scenariu); Gregory Hines, Billy Crystal, Steven Bauer, Darlanne Fluegel, Joe Pantoliano, Dan Hedaya, Jon Gries, Tracy Reed, Jimmy Smits                                                | acțiune, comedie            | film artistic            |
| J U N E   | 27       | Ruthless People                           | Touchstone Pictures / Silver Screen Partners                                    | David Zucker, Jim Abrahams, Jerry Zucker (regizors); Dale Launer (scenariu); Danny DeVito, Judge Reinhold, Helen Slater, Bette Midler, Anita Morris, Bill Pullman, William G. Schilling, Art Evans, Clarence Felder                      | Black Comedy                | film artistic            |

### Iulie - septembrie
| Premiera          | Premiera | Titlu                                | Studio                                                                               | Distribuție | Gen                        | Tip           |
| ----------------- | -------- | ------------------------------------ | ------------------------------------------------------------------------------------ | --- | -------------------------- | ------------- |
| J U L Y           | 2        | About Last Night                     | TriStar Pictures                                                                     | Edward Zwick (regizor); Tim Kazurinsky, Denise DeClue (scenariu); Rob Lowe, Demi Moore, Jim Belushi, Elizabeth Perkins, George DiCenzo, Robin Thomas, Megan Mullally, Rosanna DeSoto | Romantic Comedy, dramatic  | film artistic |
| J U L Y           | 2        | Big Trouble in Little China          | 20th Century Fox                                                                     | John Carpenter (regizor); Gary Goldman, David Z. Weinstein, W.D. Richter (scenariu); Kurt Russell, Kim Cattrall, Dennis Dun, James Hong, Victor Wong, Kate Burton, Carter Wong, Peter Kwong, James Pax | acțiune, Fantasy           | film artistic |
| J U L Y           | 2        | The Great Mouse Detective            | Walt Disney Pictures                                                                 | Ron Clements, Burny Mattinson, Dave Michener, John Musker (regizors/scenariu); Matthew O'Callaghan, Mel Shaw, Pete Young, Vance Gerry, Steve Hulett, Bruce Morris (scenariu); Vincent Price, Barrie Ingham, Val Bettin, Susanne Pollatschek, Candy Candido, Alan Young, Diana Chesney, Eve Brenner, Frank Welker | Family, mister, comedie    | animație      |
| J U L Y           | 2        | Psycho III                           | Universal Pictures                                                                   | Anthony Perkins (regizor); Charles Edward Pogue (scenariu); Anthony Perkins, Diana Scarwid, Jeff Fahey, Roberta Maxwell, Hugh Gillin, Robert Alan Browne, Lee Garlington, Donovan Scott | Slasher, Horror            | film artistic |
| J U L Y           | 4        | Under the Cherry Moon                | Warner Bros. Pictures                                                                | Prince (regizor); Becky Johnston (scenariu); Prince, Jerome Benton, Kristin Scott Thomas, Steven Berkoff, Emmanuelle Sallet, Alexandra Stewart, Francesca Annis | muzical, dramatic          | film artistic |
| J U L Y           | 11       | Club Paradise                        | Warner Bros. Pictures                                                                | Harold Ramis (regizor/scenariu); Brian Doyle-Murray (scenariu); Robin Williams, Peter O'Toole, Rick Moranis, Jimmy Cliff, Twiggy, Adolph Caesar, Eugene Levy, Joanna Cassidy, Andrea Martin, Brian Doyle-Murray                                                                                                  | comedie                    | film artistic |
| J U L Y           | 18       | Aliens                               | 20th Century Fox / Brandywine Productions                                            | James Cameron (regizor/scenariu); Sigourney Weaver, Carrie Henn, Michael Biehn, Paul Reiser, Lance Henriksen, William Hope, Bill Paxton | Sci-Fi, acțiune            | film artistic |
| J U L Y           | 18       | Vamp                                 | New World Pictures                                                                   | Richard Wenk (regizor/scenariu); Donald P. Borchers (scenariu); Chris Makepeace, Sandy Baron, Robert Rusler, Dedee Pfeiffer, Gedde Watanabe, Grace Jones, Billy Drago | comedie, Horror            | film artistic |
| J U L Y           | 25       | Echo Park                            | Orion Pictures                                                                       | Robert Dornhelm (regizor); Michael Ventura (scenariu); Susan Dey, Tom Hulce, Michael Bowen, Cheech MarinJohn Paragon, Cassandra Peterson | comedie, dramatic          | film artistic |
| J U L Y           | 25       | Haunted Honeymoon                    | Orion Pictures                                                                       | Gene Wilder (regizor/scenariu); Terence Marsh (scenariu); Gene Wilder, Gilda Radner, Dom DeLuise, Jonathan Pryce, Paul L. Smith, Bryan Pringle, Peter Vaughan | comedie, Horror            | film artistic |
| J U L Y           | 25       | Heartburn                            | Paramount Pictures                                                                   | Mike Nichols (regizor); Nora Ephron (scenariu); Meryl Streep, Jack Nicholson, Stockard Channing, Jeff Daniels, Miloš Forman, Steven Hill, Catherine O'Hara, Mamie Gummer, Joanna Gleason | comedie, dramatic          | film artistic |
| J U L Y           | 25       | Maximum Overdrive                    | DeLaurentiis Entertainment Group                                                     | Stephen King (regizor/scenariu); Emilio Estevez, Pat Hingle, Laura Harrington, Christopher Murney, Yeardley Smith, Frankie Faison, Leon Rippy, J.C. Quinn, Holter Graham | acțiune, Horror            | film artistic |
| J U L Y           | 25       | Out of Bounds                        | Columbia Pictures                                                                    | Richard Tuggle (regizor); Tony Kayden (scenariu); Anthony Michael Hall, Jenny Wright, Jeff Kober, Glynn Turman, Raymond J. Barry, Pepe Serna, Michele Little, Jerry Levine, Meat Loaf | acțiune, Thriller          | film artistic |
| J U L Y           | 25       | The Patriot                          | Crown International Pictures                                                         | Frank Harris (regizor); Andy Ruben, Katt Shea Ruben (scenariu); Gregg Henry, Simone Griffeth, Michael J. Pollard, Jeff Conaway, Stack Pierce, Leslie Nielsen, Glenn Withrow | acțiune                    | film artistic |
| J U L Y           | 25       | Robotech: The Movie                  | Cannon Films / Harmony Gold USA / Tatsunoko Production / Anime International Company | Noboru Ishiguro, Carl Macek (regizors); Ardwight Chamberlain (scenariu); Kerrigan Mahan, Iona Morris, Diane Michelle, Gregory Snegoff, Edie Mirman, Wendee Lee, Robert V. Barron, Michael McConnohie, Greg Finley                                                                                                | Sci-Fi                     | Anime         |
| J U L Y           | 30       | Nothing in Common                    | TriStar Pictures / Rastar                                                            | Garry Marshall (regizor); Rick Podell, Michael Preminger (scenariu); Tom Hanks, Jackie Gleason, Eva Marie Saint, Hector Elizondo, Barry Corbin, Bess Armstrong, Sela Ward | comedie, dramatic          | film artistic |
| A U G U S T       | 1        | Choke Canyon                         | United Film Distribution                                                             | Charles Bail (regizor); Ovidio G. Assonitis, Alfonso Brescia, Sheila Goldberg (scenariu); Stephen Collins, Janet Julian, Bo Svenson, Lance Henriksen, Nicholas Pryor | Sci-Fi                     | film artistic |
| A U G U S T       | 1        | Flight of the Navigator              | Walt Disney Pictures / Producers Sales Organization                                  | Randal Kleiser (regizor); Michael Burton, Matt MacManus (scenariu); Joey Cramer, Paul Reubens, Veronica Cartwright, Cliff DeYoung, Sarah Jessica Parker, Matt Adler, Howard Hesseman, Jonathan Sanger | Sci-Fi, comedie            | film artistic |
| A U G U S T       | 1        | Friday the 13th Part VI: Jason Lives | Paramount Pictures                                                                   | Tom McLoughlin (regizor/scenariu); Thom Mathews, Jennifer Cooke, David Kagen, Renée Jones, Kerry Noonan, Darcy DeMoss, Tom Fridley, Tony Goldwyn, C.J. Graham, Dan Bradley | Slasher                    | film artistic |
| A U G U S T       | 1        | Good to Go                           | Vidmark Entertainment                                                                | Blaine Novak (regizor/scenariu); Art Garfunkel, Robert DoQui, Harris Yulin, Reginald Daughtry | Crime, Thriller            | film artistic |
| A U G U S T       | 1        | Howard the Duck                      | Universal Pictures / Lucasfilm / Marvel Entertainment                                | Willard Huyck (regizor/scenariu); Gloria Katz (scenariu); Lea Thompson, Jeffrey Jones, Tim Robbins, Chip Zien, David Paymer, Paul Guilfoyle, Liz Sagal, Holly Robinson Peete, Richard Edson | comedie, Sci-Fi            | film artistic |
| A U G U S T       | 8        | One Crazy Summer                     | Warner Bros. Pictures / A&M Films                                                    | Savage Steve Holland (regizor/scenariu); John Cusack, Demi Moore, Bobcat Goldthwait, Curtis Armstrong, Joel Murray, William Hickey, Joe Flaherty, Mark Metcalf, John Matuszak, Kimberly Foster, Matt Mulhern | Romantic Comedy            | film artistic |
| A U G U S T       | 8        | She's Gotta Have It                  | Island Pictures / 40 Acres and a Mule Filmworks                                      | Spike Lee (regizor/scenariu); Tracy Camilla Johns, Redmond Hicks, John Canada Terrell, Spike Lee, Raye Dowell, Joie Lee, S. Epatha Merkerson, Bill Lee | comedie, dramatic          | film artistic |
| A U G U S T       | 8        | The Transformers: The Movie          | DeLaurentiis Entertainment Group / Hasbro / Sunbow Productions / Toei animație       | Nelson Shin (regizor); Ron Friedman (scenariu); Peter Cullen, Judd Nelson, Robert Stack, Leonard Nimoy, Lionel Stander, Eric Idle, John Moschitta Jr., Frank Welker, Dan Gilvezan, Chris Latta, Casey Kasem, Scatman Crothers, Michael Bell, Corey Burton, Orson Welles                                          | Sci-Fi, acțiune, Adventure | animație      |
| A U G U S T       | 13       | Half Moon Street                     | 20th Century Fox / RKO Pictures                                                      | Bob Swaim (regizor/scenariu); Edward Behr, Paul Theroux (scenariu); Sigourney Weaver, Michael Caine, Patrick Kavanagh, Keith Buckley, Nadim Sawalha, Vincent Lindon, Michael Elwyn | Erotic Thriller            | film artistic |
| A U G U S T       | 15       | Armed and Dangerous                  | Columbia Pictures                                                                    | Mark L. Lester (regizor); Brian Grazer, James Keach, Harold Ramis, Peter Torokvei (scenariu); John Candy, Eugene Levy, Robert Loggia, Kenneth McMillan, Meg Ryan, Brion James, Jonathan Banks, Tom Lister Jr., James Tolkan                                                                                      | comedie, acțiune, Crime    | film artistic |
| A U G U S T       | 15       | The Fly                              | 20th Century Fox                                                                     | David Cronenberg (regizor/scenariu); Charles Edward Pogue (scenariu); Jeff Goldblum, Geena Davis, John Getz, Joy Boushel, Leslie Carlson, George Chuvalo | Sci-Fi, Horror             | film artistic |
| A U G U S T       | 15       | Manhunter                            | DeLaurentiis Entertainment Group                                                     | Michael Mann (regizor/scenariu); William Petersen, Kim Greist, Joan Allen, Brian Cox, Dennis Farina, Stephen Lang, Tom Noonan | Sci-Fi, acțiune, Adventure | film artistic |
| A U G U S T       | 22       | Extremities                          | Paramount Pictures / Atlantic Releasing Corporation                                  | Robert M. Young (regizor); William Mastrosimone (scenariu); Farrah Fawcett, James Russo, Diana Scarwid, Alfre Woodard, Sandy Martin | Thriller                   | film artistic |
| A U G U S T       | 22       | Stand by Me                          | Columbia Pictures                                                                    | Rob Reiner (regizor); Bruce A. Evans, Raynold Gideon (scenariu); Wil Wheaton, River Phoenix, Corey Feldman, Jerry O'Connell, Kiefer Sutherland, Casey Siemaszko, John Cusack, Marshall Bell, Frances Lee McCain                                                                                                  | dramatic                   | film artistic |
| A U G U S T       | 22       | The Texas Chainsaw Massacre 2        | Cannon Films                                                                         | Tobe Hooper (regizor); L.M. Kit Carson (scenariu); Dennis Hopper, Caroline Williams, Jim Siedow, Bill Johnson, Bill Moseley, Lou Perryman, Judy Kelly | Slasher, Black Comedy      | film artistic |
| A U G U S T       | 30       | Shanghai Surprise                    | Metro-Goldwyn-Mayer / HandMade Films                                                 | Jim Goddard (regizor); John Kohn, Robert Bentley (scenariu); Sean Penn, Madonna, Paul Freeman, Richard Griffiths, Philip Sayer, Clyde Kusatsu | comedie, Adventure         | film artistic |
| S E P T E M B E R | 10       | River's Edge                         | Island Pictures / Hemdale Film Corporation                                           | Tim Hunter (regizor); Neal Jimenez (scenariu); Crispin Glover, Keanu Reeves, Ione Skye, Roxana Zal, Daniel Roebuck, Joshua John Miller, Dennis Hopper | dramatic                   | film artistic |
| S E P T E M B E R | 12       | 'night, Mother                       | Universal Pictures / Aaron Spelling Productions                                      | Tom Moore (regizor); Marsha Norman (scenariu); Sissy Spacek, Anne Bancroft, Ed Berke, Carol Robbins, Jennifer Roosendahl, Michael Kenworthy, Sari Walker | dramatic                   | film artistic |
| S E P T E M B E R | 13       | Avenging Force                       | Cannon Films / Golan-Globus                                                          | Sam Firstenberg (regizor); James Booth (scenariu); Michael Dudikoff, Steve James, John P. Ryan, William Wallace, Marc Alaimo | acțiune                    | film artistic |
| S E P T E M B E R | 19       | Blue Velvet                          | DeLaurentiis Entertainment Group                                                     | David Lynch (regizor/scenariu); Kyle MacLachlan, Isabella Rossellini, Dennis Hopper, Laura Dern, Hope Lange, George Dickerson, Dean Stockwell | mister                     | film artistic |
| S E P T E M B E R | 19       | The Men's Club                       | Atlantic Releasing Corporation                                                       | Peter Medak (regizor); Leonard Michaels (scenariu); Roy Scheider, Harvey Keitel, Frank Langella, Treat Williams, David Dukes, Richard Jordan, Craig Wasson, Stockard Channing, Jennifer Jason Leigh, Ann Wedgeworth                                                                                              | dramatic                   | film artistic |
| S E P T E M B E R | 20       | Down by Law                          | Island Pictures / PolyGram Filmed Entertainment                                      | Jim Jarmusch (regizor/scenariu); Tom Waits, John Lurie, Roberto Benigni, Nicoletta Braschi, Ellen Barkin, Billie Neal, Rockets Redglare, Vernel Bagneris | comedie                    | film artistic |
| S E P T E M B E R | 24       | The Name of the Rose                 | 20th Century Fox / ZDF / France 3                                                    | Jean-Jacques Annaud (regizor); Andrew Birkin, Gerard Brach, Howard Franklin, Alain Godard (scenariu); Sean Connery, F. Murray Abraham, Feodor Chaliapin Jr., William Hickey, Michael Lonsdale, Ron Perlman, Christian Slater, Valentina Vargas                                                                   | dramatic , mister          | film artistic |
| S E P T E M B E R | 26       | The Boy Who Could Fly                | 20th Century Fox / Lorimar Film Entertainment                                        | Nick Castle (regizor/scenariu); Jay Underwood, Lucy Deakins, Bonnie Bedelia, Fred Savage, Fred Gwynne, Colleen Dewhurst | comedie, dramatic          | film artistic |
| S E P T E M B E R | 26       | Crocodile Dundee                     | Paramount Pictures                                                                   | Peter Faiman (regizor); Paul Hogan, Ken Shadie, John Cornell (scenariu); Paul Hogan, Linda Kozlowski, Mark Blum, David Gulpilil, Michael Lombard, John Meillon, Reginald VelJohnson, Terry Gill, Steve Rackman, Gerry Skilton                                                                                    | comedie                    | film artistic |
| S E P T E M B E R | 26       | That's Life!                         | Columbia Pictures                                                                    | Blake Edwards (regizor/scenariu); Milton Wexler (scenariu); Jack Lemmon, Julie Andrews, Sally Kellerman, Robert Loggia, Jennifer Edwards, Robert Knepper, Matt Lattanzi, Chris Lemmon, Cynthia Sikes, Dana Sparks, Felicia Farr                                                                                  | comedie, dramatic          | film artistic |

### Octombrie - decembrie
| Premiera        | Premiera | Titlu                          | Studio | Distribuție | Gen                                   | Tip                      |  |
| --------------- | -------- | ------------------------------ | --- | --- | ------------------------------------- | ------------------------ |  |
| O C T O B E R   | 3        | Tough Guys                     | Touchstone Pictures / Silver Screen Partners / Bryna Productions                                          | Jeff Kanew (regizor); James Orr, James Cruikshank (scenariu); Burt Lancaster, Kirk Douglas, Charles Durning, Alexis Smith, Dana Carvey, Darlanne Fluegel, Eli Wallach, Billy Barty | acțiune, comedie                      | film artistic            |  |
| O C T O B E R   | 10       | Deadly Friend                  | Warner Bros. Pictures                                                                                     | Wes Craven (regizor); Bruce Joel Rubin (scenariu); Matthew Labyorteaux, Kristy Swanson, Michael Sharrett, Anne Twomey, Richard Marcus, Anne Ramsey, Lee Paul, Russ Marin, Charles Fleischer | Sci-Fi, Horror                        | film artistic            |  |
| O C T O B E R   | 10       | Jumpin' Jack Flash             | 20th Century Fox / Silver Pictures                                                                        | Penny Marshall (regizor); David Franzoni, Charles Shyer, Nancy Meyers, Chris Thompson (scenariu); Whoopi Goldberg, Jonathan Pryce, Stephen Collins, John Wood, Jeroen Krabbé, Jim Belushi, Sara Botsford, Peter Michael Goetz, Vyto Ruginis, Carol Kane, Jon Lovitz, Phil Hartman, Michael McKean | Spy, comedie                          | film artistic            |  |
| O C T O B E R   | 10       | Peggy Sue Got Married          | TriStar Pictures / American Zoetrope / Rastar                                                             | Francis Ford Coppola (regizor); Jerry Leichtling, Arlene Sarner (scenariu); Kathleen Turner, Nicolas Cage, Barry Miller, Catherine Hicks, Joan Allen, Kevin J. O'Connor, Jim Carrey, Lisa Jane Persky, Lucinda Jenney                                                                             | comedie, dramatic                     | film artistic            |  |
| O C T O B E R   | 10       | True Stories                   | Warner Bros. Pictures                                                                                     | David Byrne (regizor/scenariu); Stephen Tobolowsky, Beth Henley (scenariu); John Goodman, Annie McEnroe, Swoosie Kurtz, Spalding Gray, Pops Staples, Tito Larriva, David Byrne | muzical, comedie                      | film artistic            |  |
| O C T O B E R   | 17       | The Color of Money             | Touchstone Pictures / Silver Screen Partners                                                              | Martin Scorsese (regizor); Richard Price (scenariu); Paul Newman, Tom Cruise, Mary Elizabeth Mastrantonio, Helen Shaver, John Turturro, Bill Cobbs, Forest Whitaker | dramatic                              | film artistic            |  |
| O C T O B E R   | 24       | Soul Man                       | New World Pictures                                                                                        | Steve Miner (regizor); Carol Black (scenariu); C. Thomas Howell, Rae Dawn Chong, Arye Gross, James B. Sikking, Leslie Nielsen, James Earl Jones, Julia Louis-Dreyfus, Maree Cheatham, Wallace Langham                                                                                             | comedie                               | film artistic            |  |
| O C T O B E R   | 24       | Trick or Treat                 | De Laurentiis Entertainment Group                                                                         | Charles Martin Smith (regizor); Joel Soisson, Michael S. Murphey (scenariu); Marc Price, Tony Fields, Lisa Orgolini, Doug Savant, Elaine Joyce, Glen Morgan, Gene Simmons, Ozzy Osbourne | Horror                                | film artistic            |  |
| O C T O B E R   | 31       | Children of a Lesser God       | Paramount Pictures                                                                                        | Randa Haines (regizor); Mark Medoff, Hesper Anderson (scenariu); Marlee Matlin, William Hurt, Piper Laurie, Philip Bosco | Romance, dramatic                     | film artistic            |  |
| O C T O B E R   | 31       | Let's Get Harry                | TriStar Pictures                                                                                          | Stuart Rosenberg (regizor); Charles Robert Carner (scenariu); Michael Schoeffling, Thomas F. Wilson, Glenn Frey, Rick Rossovich, Gary Busey, Mark Harmon, Robert Duvall | acțiune                               | film artistic            |  |
| N O V E M B E R | 7        | 52 Pick-Up                     | Cannon Films                                                                                              | John Frankenheimer (regizor); John Steppling, Elmore Leonard (scenariu); Roy Scheider, Ann-Margret, Vanity, John Glover, Clarence Williams III, Lonny Chapman, Kelly Preston, Robert Trebor, Doug McClure                                                                                         | Crime, Thriller                       | film artistic            |  |
| N O V E M B E R | 7        | Modern Girls                   | Atlantic Releasing Corporation                                                                            | Jerry Kramer (regizor); Laurie Craig, Anita Rosenberg (scenariu); Virginia Madsen, Cynthia Gibb, Daphne Zuniga, Clayton Rohner, Chris Nash, Stephen Shellen, Rick Overton, John Dye | comedie                               | film artistic            |  |
| N O V E M B E R | 7        | Sid and Nancy                  | The Samuel Goldwyn Company / Palace Pictures / Zenith Productions                                         | Alex Cox (regizor/scenariu); Abbe Wool (scenariu); Gary Oldman, Chloe Webb, David Hayman, Debby Bishop, Andrew Schofield, Xander Berkeley, Perry Benson, Courtney Love | Biopic                                | film artistic            |  |
| N O V E M B E R | 7        | Something Wild                 | Orion Pictures                                                                                            | Jonathan Demme (regizor); E. Max Frye (scenariu); Melanie Griffith, Jeff Daniels, Ray Liotta, Robert Ridgely, Adelle Lutz, Margaret Colin, Jack Gilpin, Su Tissue | acțiune, comedie                      | film artistic            |  |
| N O V E M B E R | 7        | Tai-Pan                        | De Laurentiis Entertainment Group                                                                         | Daryl Duke (regizor); John Briley, James Clavell, Stanley Mann (scenariu); Bryan Brown, John Stanton, Joan Chen, Tim Guinee, Bill Leadbitter, Russell Wong, Katy Behean, Kyra Sedgwick, Janine Turner, Norman Rodway, John Bennett                                                                | Adventure, dramatic                   | film artistic            |  |
| N O V E M B E R | 8        | Quiet Cool                     | New Line Cinema                                                                                           | Clay Borris (regizor/scenariu); Susan Vercellino (scenariu); James Remar, Adam Coleman Howard, Daphne Ashbrook, Jared Martin, Nick Cassavetes, Chris Mulkey, Clayton Landey, Fran Ryan, Ted White                                                                                                 | acțiune                               | film artistic            |  |
| N O V E M B E R | 12       | Heat                           | New Century Vista                                                                                         | Dick Richards, Jerry Jameson (regizors); William Goldman (scenariu); Burt Reynolds, Karen Young, Peter MacNicol, Neill Barry, Howard Hesseman, Diana Scarwid | acțiune, Thriller                     | film artistic            |  |
| N O V E M B E R | 14       | Hoosiers                       | Orion Pictures                                                                                            | David Anspaugh (regizor); Angelo Pizzo (scenariu); Gene Hackman, Barbara Hershey, Dennis Hopper, Sheb Wooley, Maris Valainis, Brad Long, Steve Hollar | sportiv                               | film artistic            |  |
| N O V E M B E R | 14       | Streets of Gold                | 20th Century Fox                                                                                          | Joe Roth (regizor); Heywood Gould, Richard Price, Tom Cole, Dezsö Magyar (scenariu); Klaus Maria Brandauer, Adrian Pasdar, Wesley Snipes, Angela Molina, Elya Baskin, Rainbow Harvest, Dan O'Shea, John Mahoney                                                                                   | dramatic                              | film artistic            |  |
| N O V E M B E R | 21       | An American Tail               | Universal Pictures / Sullivan Bluth Studios / Amblin Entertainment                                        | Don Bluth (regizor); Judy Freudberg, Tony Geiss (scenariu); Phillip Glasser, Amy Green, John P. Finnegan, Nehemiah Persoff, Erica Yohn, Pat Musick, Dom DeLuise, Christopher Plummer | muzical, Adventure, dramatic , Family | animație                 |  |
| N O V E M B E R | 21       | Firewalker                     | Cannon Films                                                                                              | J. Lee Thompson (regizor); Robert Gosnell (scenariu); Chuck Norris, Louis Gossett Jr., Melody Anderson, Will Sampson, Sonny Landham, John Rhys-Davies, Ian Abercrombie | acțiune, Adventure                    | film artistic            |  |
| N O V E M B E R | 21       | Song of the South (relansare)  | Walt Disney Pictures                                                                                      | Harve Foster, Wilfred Jackson (regizors); Morton Grant, Maurice Rapf, Dalton S. Reymond, Bill Peet, George Stallings, Ralph Wright (scenariu); James Baskett, Bobby Driscoll, Luana Patten, Glenn Leedy, Ruth Warrick, Lucile Watson, Hattie McDaniel, Johnny Lee, Nick Stewart                   | muzical, Family                       | film artistic / animație |  |
| N O V E M B E R | 21       | The Wraith                     | New Century Vista                                                                                         | Mike Marvin (regizor/scenariu); Charlie Sheen, Nick Cassavetes, Sherilyn Fenn, Randy Quaid, Matthew Barry, Clint Howard, Griffin O'Neal | acțiune, Horror                       | film artistic            |  |
| N O V E M B E R | 26       | The Mosquito Coast             | Warner Bros. Pictures                                                                                     | Peter Weir (regizor); Paul Schrader (scenariu); Harrison Ford, Helen Mirren, River Phoenix, Conrad Roberts, Andre Gregory, Martha Plimpton | dramatic                              | film artistic            |  |
| N O V E M B E R | 26       | Nutcracker: The Motion Picture | Atlantic Releasing Corporation / Pacific Northwest Ballet / Hyperion Pictures / The Kushner-Locke Company | Carroll Ballard (regizor) | muzical, Christmas                    | film artistic            |  |
| N O V E M B E R | 26       | Solarbabies                    | Metro-Goldwyn-Mayer                                                                                       | Alan Johnson (regizor); Walon Green, Douglas Anthony Metrov (scenariu); Richard Jordan, Jami Gertz, Jason Patric, Lukas Haas, Charles Durning, James LeGros, Peter DeLuise, Adrian Pasdar, Sarah Douglas                                                                                          | Sci-Fi                                | film artistic            |  |
| N O V E M B E R | 26       | Star Trek IV: The Voyage Home  | Paramount Pictures                                                                                        | Leonard Nimoy (regizor); Steve Meerson, Peter Krikes, Nicholas Meyer, Harve Bennett (scenariu); William Shatner, Leonard Nimoy, DeForest Kelley, James Doohan, Walter Koenig, Nichelle Nichols, George Takei, Catherine Hicks, Majel Barrett, Mark Lenard, Jane Wyatt                             | Sci-Fi                                | film artistic            |  |
| N O V E M B E R | 28       | Eye of the Tiger               | Village Roadshow Pictures                                                                                 | Richard C. Sarafian (regizor); Michael Thomas Montgomery (scenariu); Gary Busey, Yaphet Kotto, Seymour Cassel, Bert Remsen, Denise Galik, William Smith, Judith Barsi, Kimberlin Brown, Ted Markland                                                                                              | acțiune, dramatic                     | film artistic            |  |
| D E C E M B E R | 5        | Heartbreak Ridge               | Warner Bros. Pictures / Malpaso Productions                                                               | Clint Eastwood (regizor); James Carabastos, Joseph Stinson (scenariu); Clint Eastwood, Marsha Mason, Everett McGill, Moses Gunn, Eileen Heckart, Bo Svenson, Boyd Gaines, Mario Van Peebles | War                                   | film artistic            |  |
| D E C E M B E R | 12       | Crimes of the Heart            | De Laurentiis Entertainment Group                                                                         | Bruce Beresford (regizor); Beth Henley (scenariu); Diane Keaton, Jessica Lange, Sissy Spacek, Sam Shepard, Tess Harper, Beeson Carroll, David Carpenter, Hurd Hatfield | Black Comedy                          | film artistic            |  |
| D E C E M B E R | 12       | The Golden Child               | Paramount Pictures / Industrial Light & Magic                                                             | Michael Ritchie (regizor); Dennis Feldman (scenariu); Eddie Murphy, Charlotte Lewis, Charles Dance, Victor Wong, Randall "Tex" Cobb, James Hong, Marilyn Schreffler | comedie, Fantasy                      | film artistic            |  |
| D E C E M B E R | 12       | ¡Three Amigos!                 | Orion Pictures / HBO Films                                                                                | John Landis (regizor); Steve Martin, Lorne Michaels, Randy Newman (scenariu); Steve Martin, Chevy Chase, Martin Short, Alfonso Arau, Tony Plana, Patrice Martinez, Joe Mantegna, Phil Hartman, Jon Lovitz                                                                                         | comedie, Western                      | film artistic            |  |
| D E C E M B E R | 19       | King Kong Lives                | De Laurentiis Entertainment Group                                                                         | John Guillermin (regizor); Ronald Shusett, Steven Pressfield (scenariu); Brian Kerwin, Linda Hamilton, John Ashton, Peter Michael Goetz, Michael Forest, Leon Rippy, Herschel Sparber | Monster                               | film artistic            |  |
| D E C E M B E R | 19       | Lady and the Tramp (relansare) | Walt Disney Pictures                                                                                      | Clyde Geronimi, Wilfred Jackson Hamilton Luske (regizors); Ralph Wright, Don DaGradi, Erdman Penner, Joe Rinaldi (scenariu); Barbara Luddy, Larry Roberts, Peggy Lee, Bill Thompson, Bill Baucom, Verna Felton, George Givot, Alan Reed, Thurl Ravenscroft, Dallas McKennon, Lee Millar           | Romantic Comedy, muzical              | animație                 |  |
| D E C E M B E R | 19       | Little Shop of Horrors         | Warner Bros. Pictures / The Geffen Film Company                                                           | Frank Oz (regizor); Howard Ashman (scenariu); Rick Moranis, Ellen Greene, Vincent Gardenia, Steve Martin, Jim Belushi, John Candy, Christopher Guest, Bill Murray, Levi Stubbs | muzical, Horror, Black Comedy         | film artistic / Puppetry |  |
| D E C E M B E R | 19       | No Mercy                       | TriStar Pictures                                                                                          | Richard Pearce (regizor); Jim Carabatsos (scenariu); Richard Gere, Kim Basinger, Jeroen Krabbé, George Dzundza, Gary Basaraba, William Atherton, Terry Kinney, Ely Pouget, Bruce McGill, Ray Sharkey, Marita Geraghty                                                                             | Crime                                 | film artistic            |  |
| D E C E M B E R | 19       | Platoon                        | Orion Pictures / Hemdale Film Corporation                                                                 | Oliver Stone (regizor/scenariu); Charlie Sheen, Tom Berenger, Willem Dafoe, John C. McGinley, Kevin Dillon, Keith David, Mark Moses, Francesco Quinn, Forest Whitaker, Tony Todd, Richard Edson, Johnny Depp                                                                                      | War                                   | film artistic            |  |
| D E C E M B E R | 25       | The Morning After              | 20th Century Fox / Lorimar Film Entertainment                                                             | Sidney Lumet (regizor); James Hicks, David Rayfiel (scenariu); Jane Fonda, Jeff Bridges, Raul Julia, Diane Salinger, Richard Foronjy, Bruce Vilanch, Geoffrey Scott, Kathleen Wilhoite | mister                                | film artistic            |  |
| D E C E M B E R | 31       | Wisdom                         | 20th Century Fox / Cannon Films                                                                           | Emilio Estevez (regizor/scenariu); Emilio Estevez, Demi Moore, Tom Skerritt, Veronica Cartwright, William Allen Young, Ernie Lively, Charlie Sheen | Romance, Crime                        | film artistic            |  |
| D E C E M B E R | 31       | Witchboard                     | Cinema Gorup                                                                                              | Kevin Tenney (regizor/scenariu); Todd Allen, Tawny Kitaen, Stephen Nichols, Kathleen Wilhoite, Burke Byrnes, James W. Quinn, Rose Marie | Horror, Thriller                      | film artistic            |  |

## Filmele cu cele mai mari încasări
| Loc | Titlu                         | Distribuitor         | Încasări     |
| --- | ----------------------------- | -------------------- | ------------ |
| 1.  | Top Gun                       | Paramount            | $176,781,728 |
| 2.  | Crocodile Dundee              | Paramount            | $174,803,506 |
| 3.  | Platoon                       | Orion Pictures       | $138,530,565 |
| 4.  | The Karate Kid Part II        | Columbia             | $115,103,979 |
| 5.  | Star Trek IV: The Voyage Home | Paramount            | $109,713,132 |
| 6.  | Back to School                | Orion                | $91,258,000  |
| 7.  | Aliens                        | 20th Century Fox     | $86,160,248  |
| 8.  | The Golden Child              | Paramount            | $79,817,937  |
| 9.  | Ruthless People               | Walt Disney Pictures | $71,624,879  |
| 10. | Ferris Bueller's Day Off      | Paramount            | $70,136,169  |

## Premii

### Oscar
- Cel mai bun film:  Plutonul
- Cel mai bun regizor:  Oliver Stone (Platoon)
- Cel mai bun actor: Paul Newman (The Color of Money)
- Cea mai bună actriță: Dianne Wiest (Hannah și surorile ei)
- Cel mai bun film străin: De Aanslag, regia Fons Rademakers

Articol detaliat: Oscar 1986

### César
- Cel mai bun film: Trois hommes et un couffin de Coline Serreau
- Cel mai bun actor:  Christophe Lambert în Subway
- Cea mai bună actriță:  Sandrine Bonnaire în Sans toit ni loi
- Cel mai bun film străin: Trandafirul roșu din Cairo de Woody Allen

Articol detaliat: Césars 1986

### BAFTA
- Cel mai bun film: A Room with a View
- Cel mai bun actor:  Bob Hoskins (Mona Lisa)
- Cea mai bună actriță:  Maggie Smith (A Room with a View)
- Cel mai bun film străin: Ran, regia Akira Kurosawa